# Thoracostoma jae
Thoracostoma jae is een rondwormensoort uit de familie van de Leptosomatidae. De wetenschappelijke naam van de soort is voor het eerst geldig gepubliceerd in 1964 door Inglis.